# Hillsboro (Kansas)
Hillsboro – miasto w Stanach Zjednoczonych, w stanie Kansas, w hrabstwie Marion.